# Ladder Bay
Die Ladder Bay (zu deutsch „Leiter-Bucht“) ist eine Bucht an der Westküste der zu den Niederlanden gehörenden Insel Saba in der östlichen Karibik. Da Saba keinerlei natürliche Häfen oder größere Strände besitzt, stellte die Ladder Bay lange Zeit die einzige Möglichkeit dar, die Insel zu betreten. Dieser Umstand änderte sich erst mit der Eröffnung des Inselhafens Fort Bay (1972) an der Südküste und des kleinen Flughafens Juancho E. Yrausquin Airport (1963) an der Nordostküste. Die Entladung von Personen und Gütern machte es notwendig, diese mit kleinen Booten an den winzigen Strand der Bucht anzulanden und im Anschluss über etwa 900 nahezu senkrecht in den Fels gehauene Stufen nach oben zu tragen. Auf den Klippen befindet sich des Weiteren ein kleines Haus, in dem früher Zollangelegenheiten abgewickelt wurden. Dieses Gebäude kann heute noch besichtigt werden.

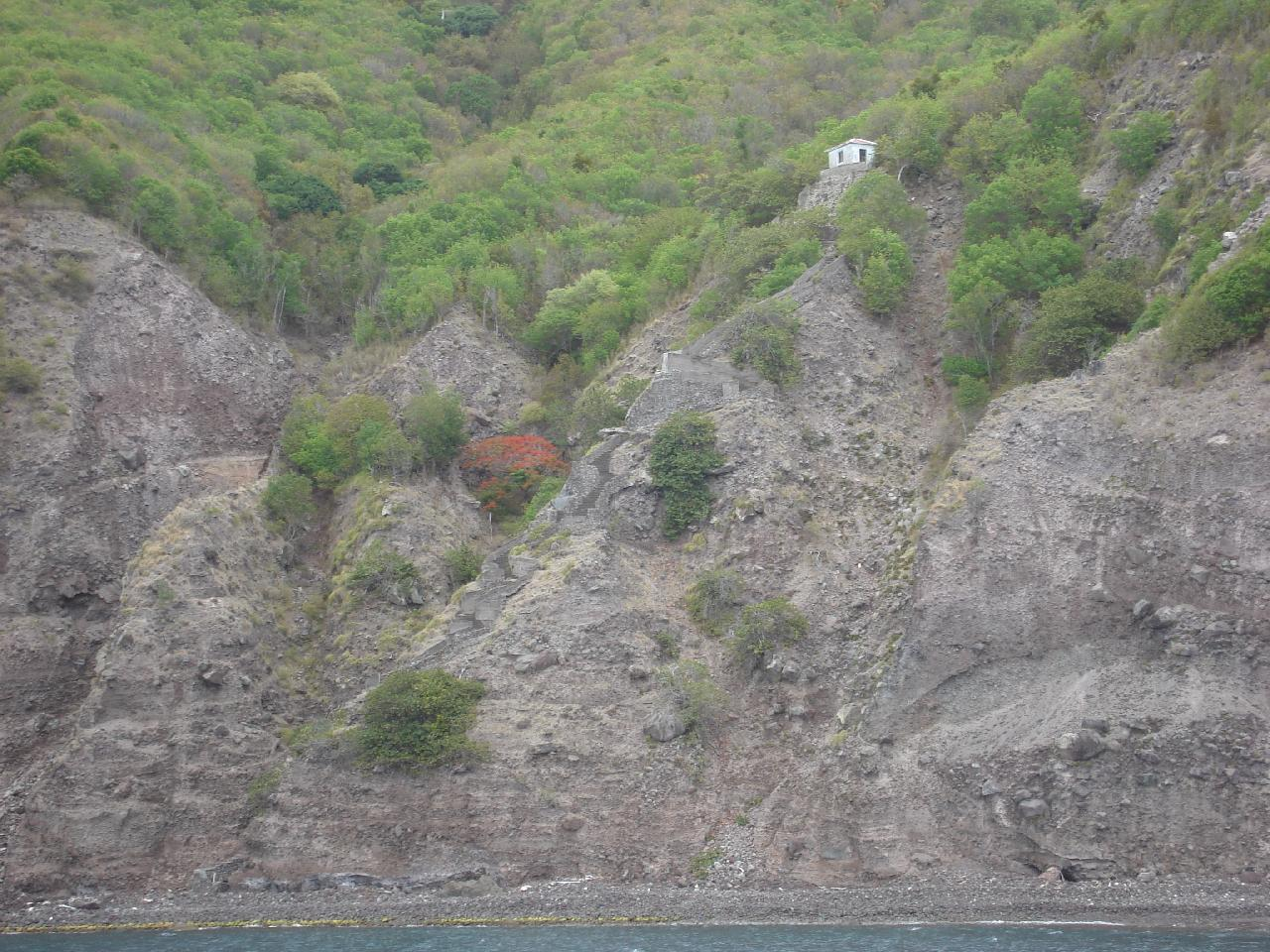
Das ehemalige Zollhaus in der Ladder Bay. Ebenfalls zu erkennen sind die in die Klippen gehauenen Leiterstufen.

Die Gewässer der Bucht sind heute geschützt und gehören zum Saba National Marine Park, der auch einige Anlegeplätze in der Bucht bereitstellt, um eine Beschädigung der Strukturen am Meeresboden zu verhindern. Unterwasser befindet sich hier ein durch fließende Lava gebildetes, labyrinthartiges System von Gräben, kleinen Höhlen und Felsvorsprüngen.